# Schrammelmusik
Schrammelmusik er en folkelig musikgenre, der er stammer fra Wien. Der er for det meste tale om ensemble-musik for to violiner, guitar, kontrabas, klarinet og harmonika. 
Schrammelmusik opstod i slutningen af 1800-tallet og er opkaldt efter de to brødre Johann og Josef Schrammel.